# Sommery
Sommery ist eine französische Gemeinde mit 829 Einwohnern (Stand: 1. Januar 2022) im Département Seine-Maritime in der Region Normandie. Sie gehört zum Arrondissement Dieppe und zum Kanton Neufchâtel-en-Bray. Die Bewohner werden Sommerois und Sommeroises genannt.

## Geographie
Sommery liegt östlich des Zentrums des Départements, etwa 32 Kilometer nordöstlich von Rouen und etwa 41,5 Kilometer südsüdöstlich von Dieppe. Das Flüsschen Torçon entspringt auf dem Gebiet der Gemeinde. Umgeben wird Sommery von den Nachbargemeinden Sainte-Geneviève im Norden und Nordwesten, Beaubec-la-Rosière im Osten, Roncherolles-en-Bray im Süden und Südosten, Mauquenchy im Süden, Bosc-Bordel im Süden und Südwesten sowie Mathonville im Westen.

## Bevölkerungsentwicklung

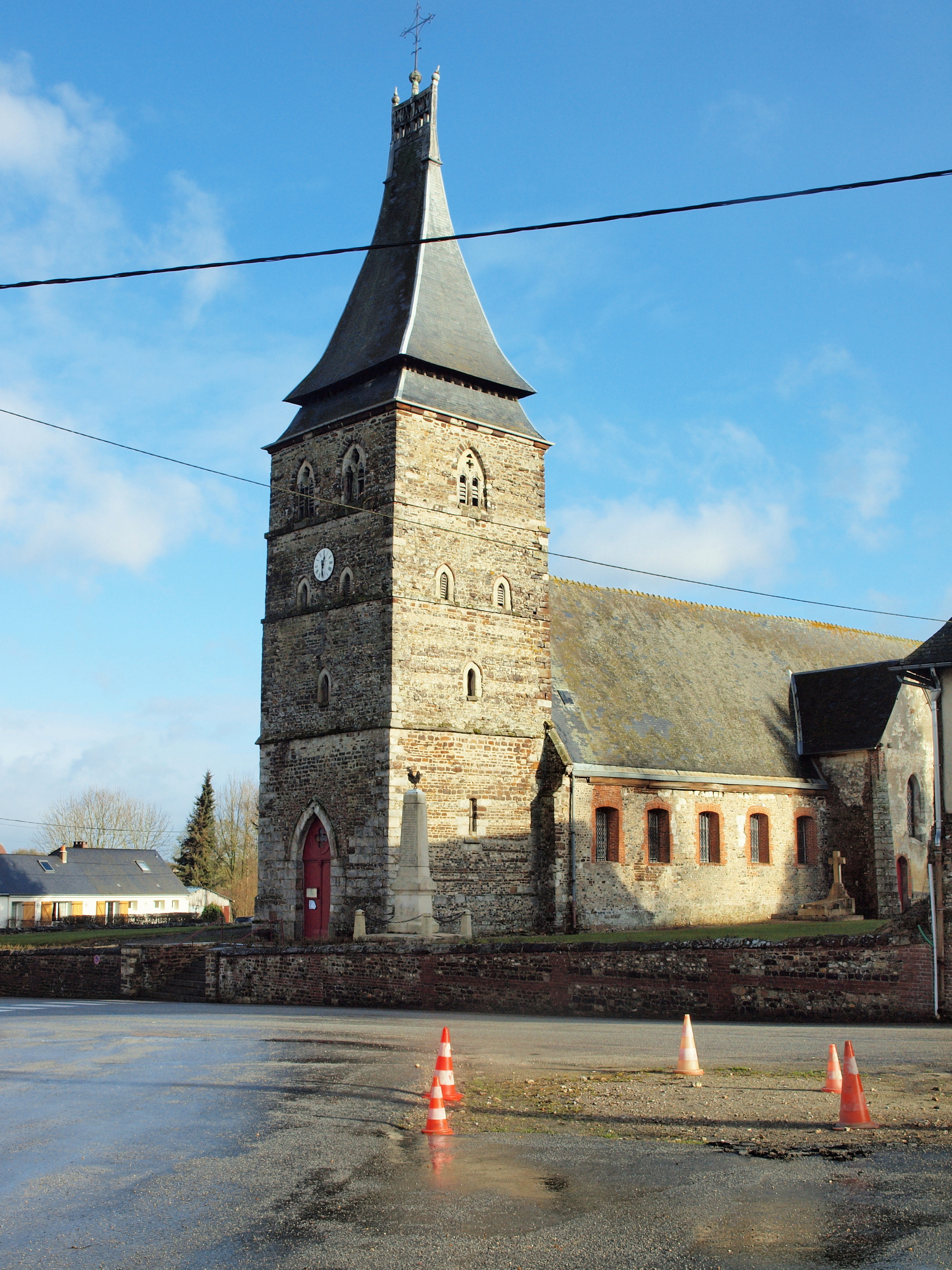
Kirche Saint-Vaast

| Jahr                       | 1962 | 1968 | 1975 | 1982 | 1990 | 1999 | 2006 | 2013 | 2020 |
| Einwohner                  | 782  | 735  | 665  | 619  | 583  | 645  | 697  | 851  | 837  |
| Quellen: Cassini und INSEE |      |      |      |      |      |      |      |      |      |

## Sehenswürdigkeiten
- Kirche Saint-Vaast aus dem 13. Jahrhundert
- Cidre-Presse auf einem Gutshof in der Ortschaft Bray